# خفاش مکنده‌پای ماداگاسکاری
خفاش مکنده‌پای ماداگاسکاری (نام علمی: Myzopoda aurita) نام یک گونه از سرده مکنده‌پایان است.